# Cetera
La cetera o cetara es un instrumento de cuerda pulsada que se toca en Córcega. Tiene dieciséis, o a veces dieciocho, cuerdas metálicas dispuestas en pares, con un cuerpo similar al de la mandolina, pero de mayor tamaño, y se pulsa con un plectro.
La cetera es la variante corsa del cistro, un instrumento de cuerda pulsada. Cetera (o Cetara) es la traducción corsa de «cistre» .